# Évreux
Évreux [evʁø] ist eine französische Stadt mit 48.335 Einwohnern (Stand 1. Januar 2022) in der Region Normandie. Bezüglich der Einwohnerzahl ist es die drittgrößte Stadt der ehemaligen Haute-Normandie. Évreux ist Präfektur des Départements Eure. Die Einwohner werden nach dem gallischen Stamm der Eburovices Ébroïciens und Ebroïciennes genannt.

## Geografie
Évreux liegt 88 Kilometer nordwestlich von Paris, 47 Kilometer südlich von Rouen und wird vom Fluss Iton durchquert. Das Gemeindegebiet umfasst 2645 Hektar, die mittlere Höhe beträgt 102 Meter über dem Meeresspiegel, die Mairie steht auf einer Höhe von 70 Metern. Im Südwesten der Stadt liegt der 4200 Hektar große Wald Forêt d’Évreux. Nachbargemeinden von Évreux sind Aviron im Nordwesten, Gravigny im Norden, Angerville-la-Campagne im Süden und Arnières-sur-Iton im Südosten.
Évreux ist einer Klimazone des Typs Cfb (nach Köppen und Geiger) zugeordnet: Warmgemäßigtes Regenklima (C), vollfeucht (f), wärmster Monat unter 22 °C, mindestens vier Monate über 10 °C (b). Es herrscht Seeklima mit gemäßigtem Sommer.

## Geschichte

### Kelten, Römer und Christen

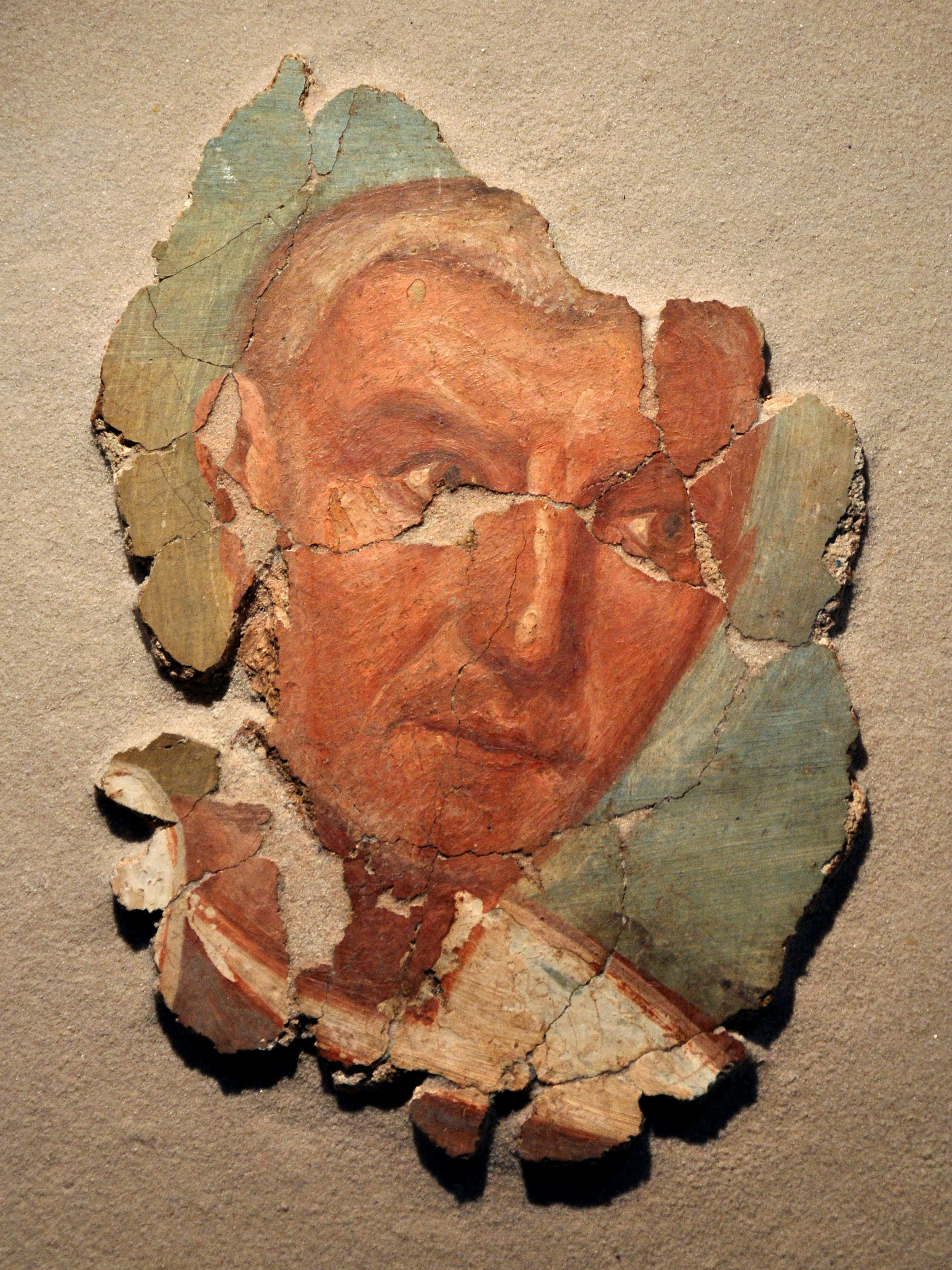
Gallo-römisches Fresko aus Mediolanum (250–275)

Dolmen und Menhire auf dem Gemeindegebiet von Évreux weisen eine Besiedlung in keltischer Zeit nach. Évreux war die Hauptstadt der Eburovices und wurde damals Mediolanum oder Mediolanum Aulercorum genannt, sie wurde von Claudius Ptolemäus (um 100 bis vor 180) erstmals urkundlich erwähnt und wurde im 3. Jahrhundert im Itinerarium Antonini genannt. Im 3. Buch De bello Gallico (57–56 v. Chr.) schrieb Gaius Iulius Caesar, dass die Eburovices ihren Senat töteten, weil dieser gegen den Krieg war. Sie schlossen sich der Revolte der Veneller an. Nach dem Mord an den Senatoren schlossen die Eburovices die Tore der Stadt. Demnach war Évreux damals eine befestigte Stadt. Es gibt jedoch keine archäologischen Funde, die die These unterstützen, dass Évreux damals schon über regelrechte Stadtmauern verfügte. Nach einem kurzlebigen Sieg der Gallier über Quintus Titurius Sabinus wurde das Gebiet der Aulerci wieder von Römern besetzt.

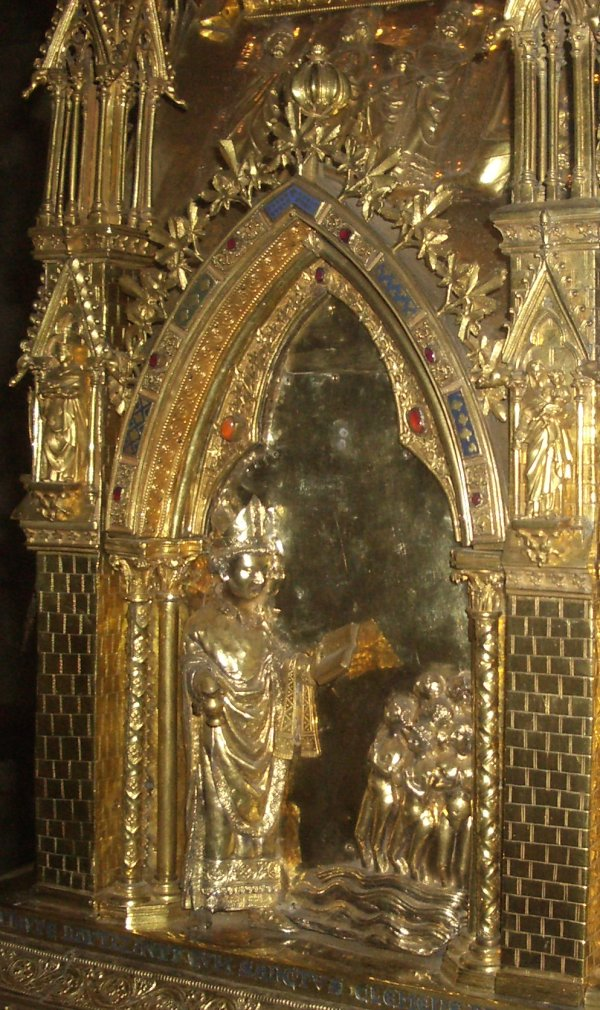
Taurin missioniert die Eburovices, Goldschmiedearbeit aus dem 13. Jahrhundert auf Taurins Reliquienschrein in der Kirche Saint-Taurin

In gallo-römischer Zeit (52 v. Chr. bis 486 n. Chr.) lag Évreux an einer Kreuzung zweier Römerstraßen. Die Stadt gehörte zur römischen Provinz Gallia Lugdunensis. Zwischen 41 und 54 n. Chr. wurden ein Theater und Thermen gebaut. 1890 wurde ein Depotfund von über 100.000 Münzen aus der Zeit der Reichskrise des 3. Jahrhunderts entdeckt. Die Münzen waren in Ledersäcke verpackt und wogen insgesamt 340 Kilogramm. Ein weiterer Hinweis auf die Auswirkungen der Reichskrise ist der Brand des Viertels zwischen rue de Saint-Louis und allée des Soupirs. Das Viertel brannte nach 260 nieder und wurde nicht wieder aufgebaut. An der archäologischen Fundstätte in der rue de la Harpe bietet sich ein ähnliches Bild. Dieser Teil von Mediolanum wurde im letzten Viertel des 3. Jahrhunderts verlassen und erst im Mittelalter wieder genutzt, diesmal als Friedhof. In gallo-römischer Zeit lag der Friedhof im Südosten der Stadt. Er wurde bis zum Mittelalter genutzt. Die Stadtmauer umfasste im 3. Jahrhundert eine Fläche von etwa 8 Hektar.
Der hl. Taurinus von Évreux († zu Beginn des 5. Jh.) gilt als Bischof von Évreux und missionierte die Eburovices. Über erste christliche Gebäude ist jedoch nichts bekannt. Die nächsten archäologischen Funde stammen aus der Karolingerzeit (8. bis 10. Jahrhundert).

### Mittelalter
Der Merowingerkönig Chlodwig I. (466–511) eroberte Évreux. Er hielt 511 das Erste Konzil von Orléans ab, an dem Maurusius, der erste „ordentliche“ Bischof von Évreux, teilnahm. Der Bischof Laudulfus (nach 585) ist ebenfalls ein Heiliger.
Um 892 belagerten, eroberten und plünderten Rollos Normannen die Stadt. 990 wurde Évreux Sitz einer Grafschaft der Herzöge der Normandie. 1118 fiel die Grafschaft durch Heirat an das Haus Montfort-l’Amaury. Heinrich I. von England wollte dies verhindern und ließ die Stadt besetzen. Sie wurde durch den rechtmäßigen Grafen von Évreux, den Grafen von Anjou und den Grafen von Flandern belagert und eingenommen. Die Häuser und Kirchen wurden geplündert. Im darauffolgenden Jahr wurde die Stadt wieder von den Engländern eingenommen, die die Stadt in Brand steckten. Es war ihnen nicht gelungen, die Burg von Évreux einzunehmen.

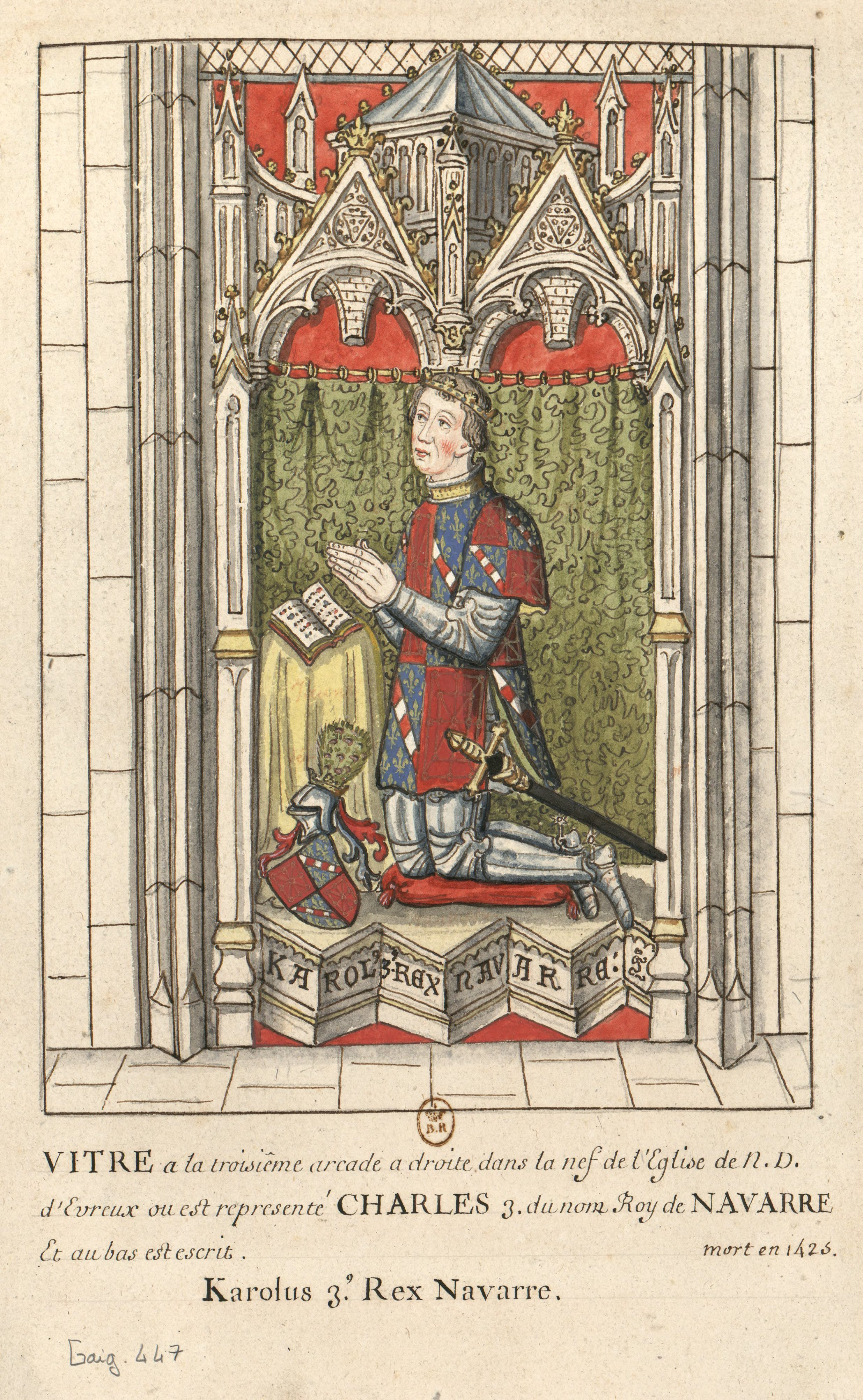
Karl der Edelmütige (1361–1425) auf einem Fenster der Kathedrale, Illustration aus dem 17. Jahrhundert

1193 trat Jean Plantagenêt (1167–1216) Verneuil-sur-Avre und Évreux an Philipp II. von Frankreich (1165–1223) ab. Bei der Rückkehr von Richard Löwenherz (1157–1199) im Jahr 1194 gab Philipp II. Évreux an Jean Plantagenêt zurück und belagerte Verneuil. Philipp II. behielt die Burg von Évreux, auf der eine Garnison stationiert war. Jean Plantagenêt veranstaltete daraufhin ein Festmahl für die Franzosen und ließ sie dabei massakrieren. Die Köpfe der getöteten Soldaten ließ er auf den Türmen der Stadtmauern aufspießen. Daraufhin beendete Philipp II. die Belagerung von Verneuil und marschierte mit seinen Truppen nach Évreux, das er in Brand setzen ließ, viele Einwohner wurden getötet. 1199 brandschatzte er Évreux erneut.
Im 13. Jh. erlebte Évreux eine Zeit des Wachstums durch die ansässige Textilindustrie. Mathieu des Essarts kaufte 1285 das Lehen Saint-Germain und ließ sich dort ein Herrenhaus bauen. Als er im Jahr 1299 Bischof wurde, schenkte er Lehen und Herrenhaus dem Bistum Évreux. 1315 fielen Lehen und Herrenhaus an die Grafschaft. Ab 1328 bis 1404 waren die Grafen von Évreux zugleich Könige von Navarra. 1384 wurde das Herrenhaus restauriert, das inzwischen auch Herrenhaus Navarre genannt wurde.

### Neuzeit
1441 nahmen französische Truppen unter dem Befehl Robert des Flocques im Zuge des Hundertjährigen Kriegs (1337–1453) die Stadt ein. Für Pierre de Brézé wurde der Titel „Graf von Évreux“ – allerdings nicht vererbbar – wiederbelebt. Die Grafschaft war eigentlich 1404 von Karl dem Edelmütigen an den französischen König zurückgegeben worden. 1462 ließ König Ludwig XI. die Burg von Évreux restaurieren und verkaufte das Lehen Navarre.
In der Schlacht bei Montlhéry am 16. Juli 1465 fielen Jacques de Flocques, der Bailli, und Pierre de Brézé, der Graf von Évreux. Sie hatten an der Seite Ludwigs XI. gegen die Ligue du Bien public gekämpft. Die Grafschaft Évreux wurde daher wieder aufgelöst. Das Gerücht kam auf, dass der Graf von Leuten des Königs getötet worden sei. Daher ließ Jeanne Crespin, die Witwe des Grafen, in der Nacht vom 27. zum 28. September 1465 Jean II. de Bourbon und dessen Truppen und somit die Ligue du Bien public in die Stadt. Die Ligue besetzte auch die Burg von Rouen und benutzte das als Druckmittel. Dementsprechend wurde Évreux im Vertrag von Conflans am 5. Oktober 1465 Charles de Valois zugesprochen, der ein Mitglied der Ligue und Bruder des Königs war. Der neue Besitzer ließ die Stadt plündern. Zu den Generalständen von 1468 in Tours entsandte die Stadt drei Vertreter, die verlangten, dass die Normandie wieder in den Besitz des Königs gelangen sollte. Am 9. November 1469 kehrte die Normandie dann wirklich wieder zur Krone zurück. Am Échiquier de Rouen, dem höchsten eigenständigen Gerichtshof der Normandie, wurde auf Befehl Ludwigs XI. der Herzogsring zerschlagen.
Ab 1520 hielt die Reformation im Département Eure Einzug. 1540 versuchte Franz I. von Frankreich (1494–1547) in Évreux ein Inquisitionsgericht zu etablieren, da Papst Paul III. bemüht war, die Inquisition zur Bekämpfung der Reformation in Frankreich einzuführen. Die Einwohner der Normandie widersetzten sich diesen Bestrebungen und das Inquisitionsgericht wurde wieder aufgelöst. 1555 wurde ein Mönch aus der Priorei Notre-Dame du Parc in Harcourt wegen Häresie auf dem Scheiterhaufen in Évreux verbrannt. Daraufhin trafen sich mehrere Protestanten auf dem Friedhof an der Kapelle Saint-Adrien und beschädigten eine Statue und das Friedhofskreuz. 1559 wurde die erste offizielle reformierte Kirche in Évreux eingerichtet. Sie bestand bis zur Aufhebung des Edikts von Nantes mit dem Edikt von Fontainebleau im Jahr 1685.
Vor der Schlacht von Ivry im Jahr 1590 eroberte Armand de Gontaut, seigneur de Biron (1524–1592), die Stadt. Während der Fronde (1648–1653) wurde sie von königlichen Truppen erobert. Nachdem der Besitzer des Lehens Navarre bei Miserey ermordet worden war, verkaufte dessen Tochter das Anwesen 1665 an Frédéric-Maurice de La Tour d’Auvergne, Herzog von Bouillon. Sein Sohn Godefroy-Maurice de La Tour d’Auvergne ließ von 1679 bis 1686 nach den Plänen von Jules Hardouin-Mansart ein Schloss auf dem Lehen Navarre erbauen.

#### Moderne
Während der Französischen Revolution (1789–1799) wurden Teile Évreuxs zerstört, obwohl die Stadt den Reformen positiv gegenüberstand. François-Nicolas-Léonard Buzot (1760–1794) vertrat Évreux in den Generalständen von 1789 und im Nationalkonvent.

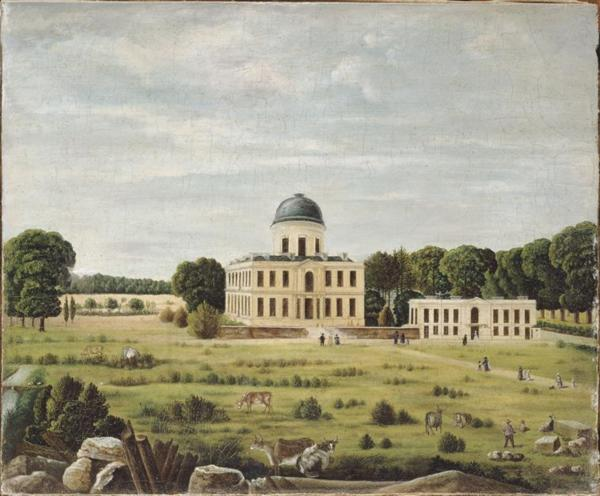
Schloss Navarre

1836 ließ der neue Eigentümer das Schloss Navarre aus dem 17. Jh. abreißen und eine Fabrik auf dem Gelände errichten. Heute befindet sich dort das Hippodrom von Évreux. Auf Luftbildern sind das Schloss und die Gartenanlage, die André Le Nôtre entworfen hatte, gut zu erkennen.
Im Deutsch-Französischen Krieg (1870–1871) wurde Évreux im November 1870 von preußischen Truppen bombardiert und schließlich bis Dezember besetzt.
Im Zweiten Weltkrieg (1939–1945) wurde Évreux durch Bombardements erheblich zerstört. Bei den Bombardements durch die Luftwaffe im Juni 1940 (Schlacht um Frankreich) starben 135 französische und britische Soldaten und 87 Zivilpersonen. Durch das Bombardement der Alliierten am 12. Juni 1944 starben 210 Zivilpersonen. Bombardements im Juli und August 1944 während der Invasion in der Normandie forderten sechs weitere Opfer. Am 23. August 1944 wurde Évreux durch die 1. US-Armee befreit.
2020 zeichnete die damalige Bundesministerin der Verteidigung die Stadt Évreux mit dem Preis Bundeswehr und Gesellschaft in der Sonder-Kategorie Gebietskörperschaft (Ausland) aus.

### Bevölkerungsentwicklung
| Jahr                       | 1962   | 1968   | 1975   | 1982   | 1990   | 1999   | 2006   | 2016   | 2021   |
| Einwohner                  | 36.695 | 42.550 | 47.412 | 46.045 | 49.103 | 51.198 | 51.239 | 48.899 | 47.289 |
| Quellen: Cassini und INSEE |        |        |        |        |        |        |        |        |        |

## Städtepartnerschaften
- Rugby, Vereinigtes Königreich (seit 1959)
- Rüsselsheim am Main, Bundesrepublik Deutschland (seit 1961)
- Djougou, Benin (seit 1989)
- Kaschira, Russland (seit 1994)

## Kultur und Sehenswürdigkeiten

### Gärten und Grünflächen
Die Gemeinde erhielt 2022 die Auszeichnung „Vier Blumen“, die vom Conseil national des villes et villages fleuris (CNVVF) im Rahmen des jährlichen Wettbewerbs der blumengeschmückten Städte und Dörfer verliehen wird.
1985 wurde die 80 Kilometer lange Bahnstrecke Évreux – Le Neubourg – Honfleur geschlossen. Im Wald von Évreux, über den Iton bis zum Wald von Saint-Michel, wurde die Bahnstrecke in einen Fahrrad- und Wanderweg umgewandelt, der 2,7 Kilometer lang ist und Ligne verte genannt wird (‚grüne Linie‘). Über den Weg chemin de Valême ist die Ligne verte mit dem 18-Loch Golfplatz der Stadt verbunden.
Der Garten des Kapuzinerklosters ist heute ein öffentlicher Park. Er heißt Parc François Mitterrand und besteht aus zwei Teilen, der eine Teil ist im Stil eines Barockgartens angelegt, der andere Teil als Englischer Landschaftsgarten. Der Park beherbergt unter anderem Magnolien, Ginkgos, Schwarze Maulbeeren, Küstenmammutbäume, Weihrauchzedern, Taschentuchbäume und Feigenbäume. In Gewächshäusern stehen auf über 300 m² Orangenbäume, Kakteen, Orchideen, Farne und andere Pflanzen. In der 1843 gebauten Orangerie finden Veranstaltungen für Kinder und Ausstellungen statt.
Der Parc de Trangis liegt zwischen dem Viertel La Madeleine und dem Wald von Évreux. Das Gelände ist 18 Hektar groß. 1982 erwarb die Stadt Évreux das Grundstück, zu dem ein Schloss aus dem 18. Jahrhundert gehört. Der Park bietet umfangreiche Rasenflächen für Picknicks, einen Minigolfplatz und einen botanischen Lehrpfad, die Eingangshallen des Schlosses können für Feste gemietet werden.

### Bauwerke

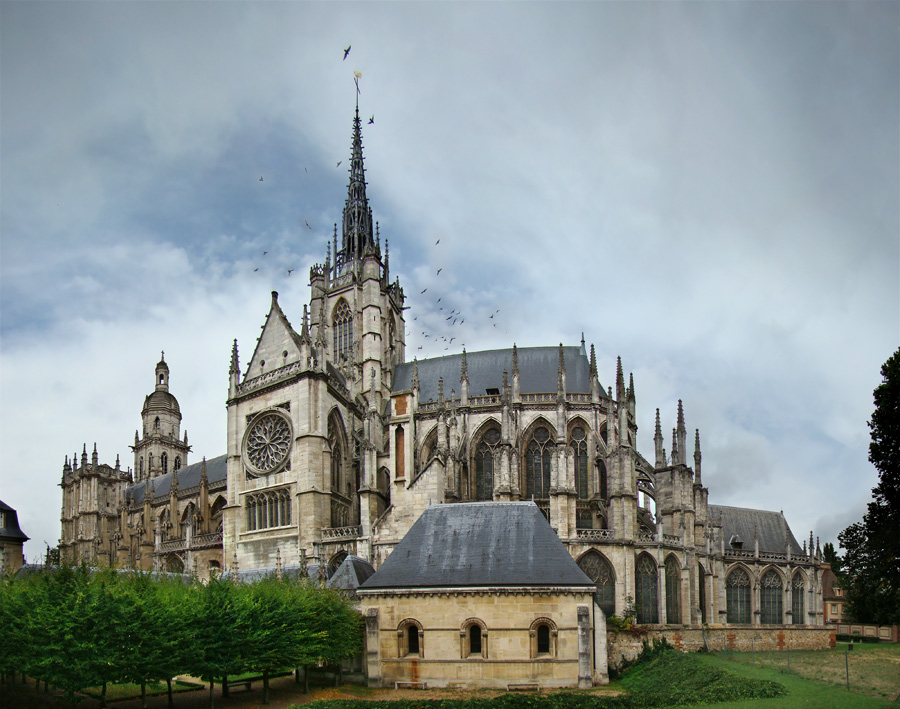
Kathedrale Notre-Dame

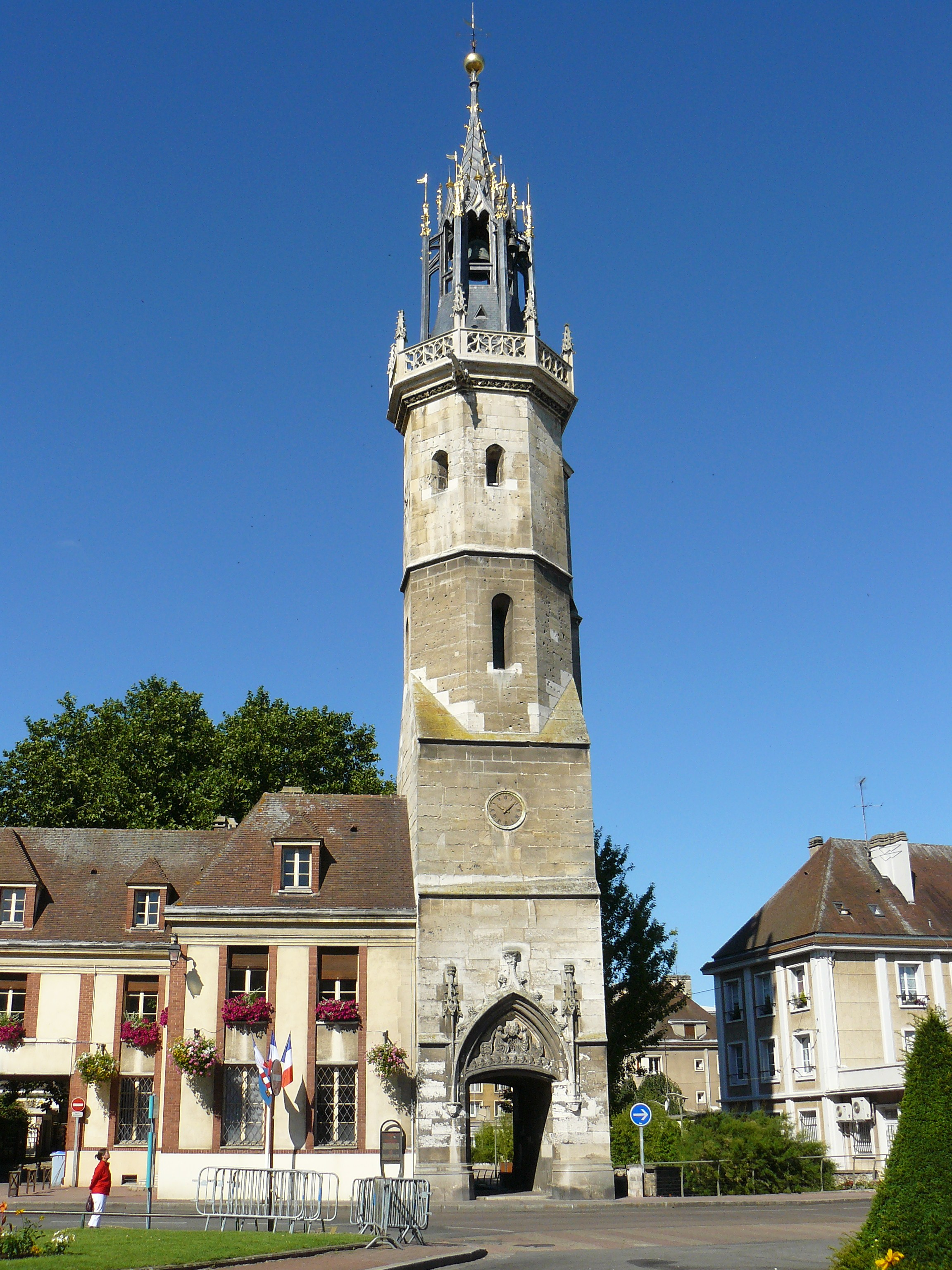
Glockenturm Tour de l’Horloge

Évreux ist ein altes Bistum mit einem herrschaftlichen Bischofssitz. Der Bischofssitz mit seinen Nebengebäuden und Gärten ist als Site classé (Kultur- und Naturdenkmal) klassifiziert und beherbergt heute das städtische Museum. Die heutigen Gebäude stammen aus dem 15. und 18. Jahrhundert.
Auch die gotische Kathedrale und der Glockenturm des Bistums sind sehenswert. Beide sind schon seit 1862 als Monument historique (historisches Denkmal) geschützt. Eine ursprüngliche Kathedrale war romanisch und wurde 1076 geweiht. 1119 wurde sie durch den Brand zerstört, den Heinrich I. verursacht hatte. 1140 wurde sie wiederaufgebaut, 1194 und 1198 brannte sie erneut. In der heutigen Form wurde sie seit dem 13. Jahrhundert erbaut. Die Fenster stammen aus dem 13. und 17. Jahrhundert. 1475 wurde die Turmspitze errichtet. Unter das Dach legte man Reliquien der Heiligen Barbara von Nikomedien und Maximus von Évreux. Barbara von Nikomedien sollte das Gebäude vor Blitz und Brand schützen.
Das städtische Theater wurde 1901 vom Architekten Léon Legendre gebaut. Er hatte mit seinem Entwurf 1897 einen Wettbewerb der Stadt gewonnen. Eröffnet wurde das Theater 1903. Es befindet sich im Besitz der Stadt. 2002 wurde die Bemalung und der Stuck, des von Charles Denet gestalteten Foyers, in das Zusatzverzeichnis der Monuments historiques eingetragen.
In vier Straßen gibt es noch denkmalgeschützte Reste des Befestigungswalls aus dem 3. und 4. Jahrhundert.

#### Klöster

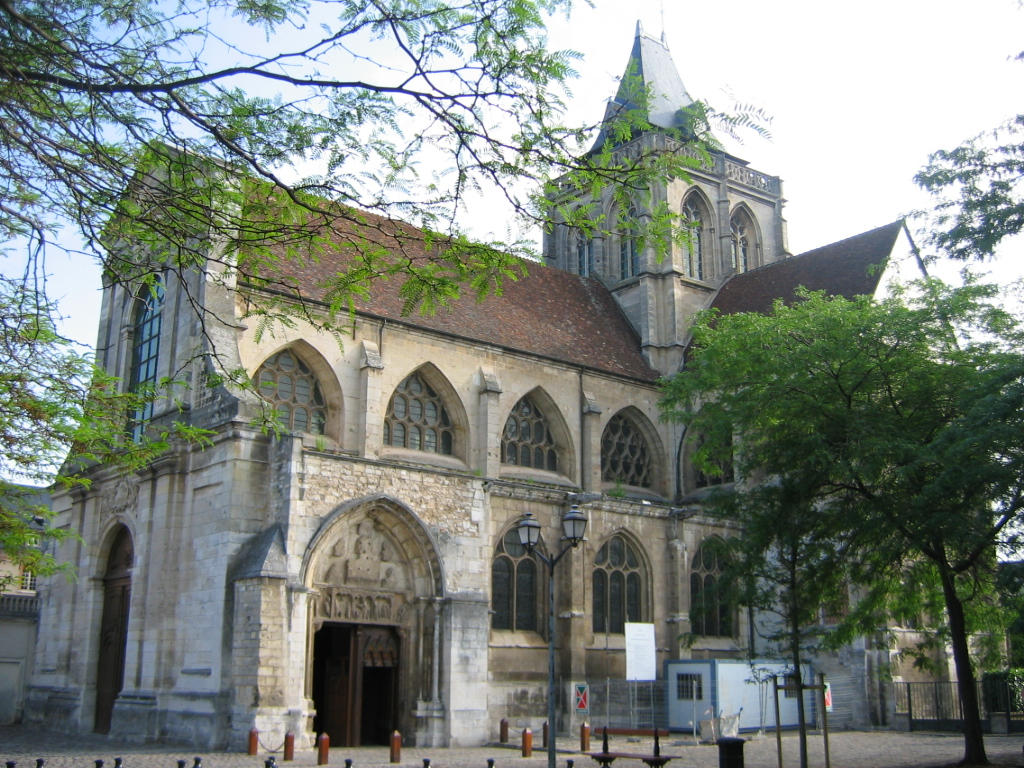
Kirche Saint-Taurin

Der Altar der Abteikirche Saint-Taurin zählt zu den prunkvollsten vergoldeten Altären des mittelalterlichen Frankreich. Die Abtei wurde von Herzog Richard I. (935–996) gegründet. Von 1642 bis 1793 wurde sie von Maurinern bewohnt. 1793 wurde die Abtei verkauft. Die Kirche und die Reste der Abtei sind als Monument historique klassifiziert. Der Kirchplatz ist mitsamt den dortigen Bäumen als Site classé eingestuft.
Das alte Kloster der Cordeliers ist das letzte mittelalterliche franziskanische Bauwerk in der Normandie, das noch erhalten ist. Das Kloster wurde 1260 gegründet, im 14. Jahrhundert nach einem Brand wiederhergestellt und im 19. Jahrhundert stark beschädigt. 1994 wurde es teilweise in das Zusatzverzeichnis der historischen Denkmale eingetragen (inscrit MH), es befindet sich in Privatbesitz.
Das alte Kloster der Ursulinen wurde im 17. Jahrhundert erbaut. Nach der Auflösung des Klosters wurde es staatlich genutzt, als Gendarmerie und Kaserne. Es wurde 1975 in das Zusatzverzeichnis der historischen Denkmale eingetragen.
Das alte Kapuzinerkloster wurde im 17. Jahrhundert gebaut. Über viele Jahre hinweg diente es als Gymnasium, heute beherbergt es eine Musikschule. Der Kreuzgang wurde 1931 denkmalgeschützt, abgesehen von einem Backsteingebäude wurden die Häuser um den Kreuzgang 1963 in das Zusatzverzeichnis der historischen Denkmale eingetragen.

## Wirtschaft und Infrastruktur
Auf dem Gemeindegebiet gelten geschützte geographische Angaben (IGP) für Schweinefleisch (Porc de Normandie), Geflügel (Volailles de Normandie) und Cidre (Cidre de Normandie und Cidre normand).
Ein größerer Arbeitgeber ist das Militär, das auf dem Gebiet östlicher Nachbargemeinden den Militärflugplatz Évreux-Fauville betreibt.
Évreux besitzt einen Bahnhof an der Eisenbahnstrecke Paris–Cherbourg; die Fahrzeit nach Paris Gare Saint-Lazare liegt bei unter einer Stunde.

## Sport
Mit dem Athletic Club Évreux besitzt die Stadt einen traditionsreichen Sportverein, dessen Fußballmannschaften auch schon in erster (Frauen) und zweiter (Männer) Liga Frankreichs gespielt haben. In den 2010er Jahren nennt sich der Klub nach einer Fusion Évreux FC 27.

## Persönlichkeiten

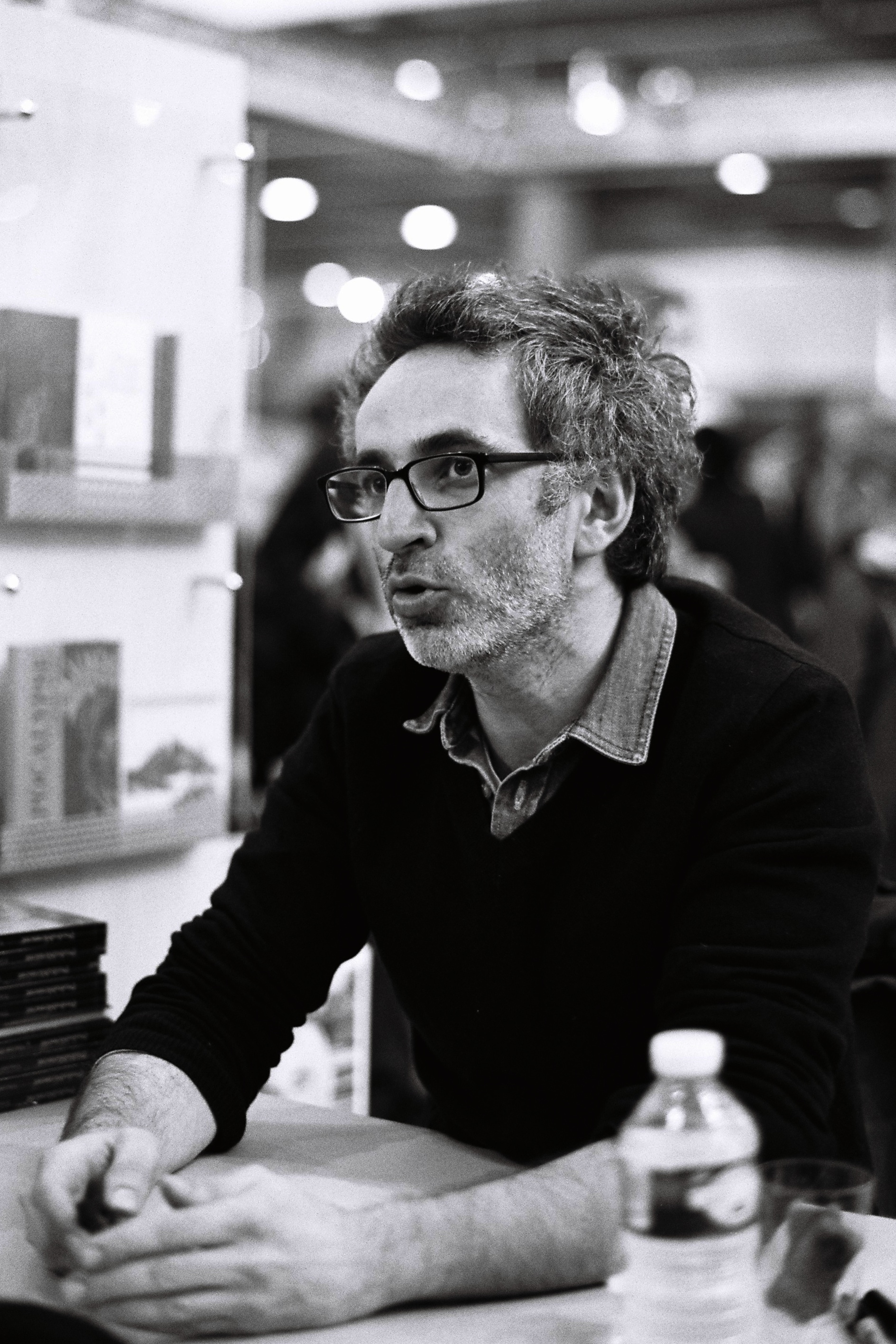
Vincent Delerm auf der Pariser Buchmesse 2012

### Söhne und Töchter der Stadt
- Karl II. von Navarra (1332–1387), Graf von Évreux und König von Navarra
- Peter von Navarra (1366–1412), Sohn von Karl II. Graf von Mortain
- Jacques François de Chambray (1687–1750), Großkreuz-Ritter des Malteserordens, Vize-Admiral und Kommandeur der Galeeren
- Nicolas de Bonneville (1760–1828), Publizist und Schriftsteller
- François-Nicolas-Léonard Buzot (1760–1794), Revolutionär
- Louis-Auguste Desmarres (1810–1882), französischer Ophthalmologe
- Léon Walras (1834–1910), Wirtschaftswissenschaftler
- Marcel Colleu (1897–1973), Radrennfahrer
- Roger Rochard (1913–1993), Langstreckenläufer
- Jean Aubouin (1928–2020), Geologe und Ozeanograph
- Patrick Proisy (* 1949), Tennisspieler
- Jean-Yves Raimbaud (1958–1998), Animator und Drehbuchautor
- Yves Henry (* 1959), klassischer Pianist und Komponist
- Didier Courrèges (* 1960), Reitlehrer der Nationalen Reitsportschule in Saumur, Vielseitigkeitsreiter und Olympiasieger
- Vincent Delerm (* 1976), Sänger, Songwriter und Komponist
- Joseph Gomis (* 1978), Basketballtrainer und -spieler
- Olivier Patience (* 1980), Tennisspieler
- Guillaume Gauclin (* 1981), Fußballtorhüter
- Bernard Mendy (* 1981), Fußballspieler
- Mathieu Bodmer (* 1982), Fußballspieler
- Julien Duval (* 1990), Radrennfahrer
- Eugénie Duval (* 1993), Radrennfahrerin
- Aloïs Confais (* 1996), Fußballspieler
- Samuel Grandsir (* 1996), Fußballspieler
- Esteban Ocon (* 1996), Rennfahrer
- Dayot Upamecano (* 1998), Fußballspieler
- Mewen Tomac (* 2001), Schwimmer

### Persönlichkeiten, die vor Ort gewirkt haben
- Guillaume Costeley (* um 1531 in Pont-Audemer; † 1606 in Évreux), war ein französischer Organist und Komponist, der um 1570 nach Évreux zog und dort bis zu seinem Tod wohnte und arbeitete.[27]
- Jacques Duphly (* 1715; †  1789), Cembalist, Komponist und Organist, war in seiner Jugend von 1732 bis 1734 Organist der Kathedrale von Évreux.[28]
- Jacques Gaillot (1935–2023) war 13 Jahre lang katholischer Bischof von Évreux.